# Halley Wars
Halley Wars (ハレーウォーズ en japonais) est un shoot them up à scrolling vertical sorti en 1989 sur Famicom Disk System, puis porté en 1991 sur Game Gear. Le jeu a été développé et édité par Taito.